# Anisopodus latus
Anisopodus latus là một loài bọ cánh cứng trong họ Cerambycidae.